# The Maid and the Man

The Maid and the Man est un film muet américain réalisé par Allan Dwan et sorti en 1912.

## Fiche technique
- Réalisation : Allan Dwan
- Date de sortie : États-Unis : 1er avril 1912

## Distribution
- J. Warren Kerrigan : Jack Stevens
- Pauline Bush : Pearl
- Jack Richardson : Ike Getrich
- Jessalyn Van Trump : May Getrich
- George Periolat : Mr. Getrich
- Louise Lester : Mrs. Getrich